# Platyledra hirsuta
Platyledra hirsuta är en insektsart som beskrevs av Evans 1936. Platyledra hirsuta ingår i släktet Platyledra och familjen dvärgstritar. Inga underarter finns listade i Catalogue of Life.